# Semoy (Loiret)
Semoy település Franciaországban, Loiret megyében. Lakosainak száma 3204 fő (2022. január 1.). Semoy Chanteau, Fleury-les-Aubrais, Marigny-les-Usages, Orléans és Saint-Jean-de-Braye községekkel határos.

## Népesség
A település népessége az elmúlt években az alábbi módon változott:
| Lakosok száma | 1567 | 1395 | 2237 | 2928 | 3287 | 3199 | 3176 | 3224 | 3217 | 3204 |
|               | 1968 | 1982 | 1990 | 2006 | 2013 | 2015 | 2017 | 2019 | 2020 | 2022 |